# Paradamin
Paradamin – bardzo rzadki minerał klasy arsenianów.

## Właściwości
Krystalizuje w układzie trójskośnym. Wykształca kryształy o pokroju pryzmatycznym, tabliczkowym, zwykle zaokrąglone, często narosłe. Rzadko spotykany w skupieniach zbitych. Jest minerałem kruchym, przezroczystym do przeświecającego. Posiada szklisty połysk i białą rysę. Jest polimorficzny z adaminem i izostrukturalny z tarbuttytem. 

## Występowanie
Występuje w strefie utleniania złóż kruszców cynku, zasobnych również w minerały arsenowe. Towarzyszą mu adamin, mimetezyt, kalcyt, goethyt, legrandyt, smithsonit, hydrocynkit, ojuelait. 

## Miejsce występowania
Jest minerałem bardzo rzadkim. Jego typową lokalizacją jest kopalnia Ojueala w Durango w Meksyku. Występuje także w Namibii (Oshikoto), Niemczech, Hiszpanii i Grecji (Attyka).